# Cohn-Scheune
Die Cohn-Scheune in der niedersächsischen Kreisstadt Rotenburg (Wümme) beherbergt ein kulturhistorisches Museum zur Geschichte des Judentums im Bereich Rotenburg und im Elbe-Weser-Raum. Der Wiederaufbau und das Museum wurden durch den Förderverein Cohn-Scheune und zahlreiche Spenden ermöglicht. Die Kulturwerkstatt wurde am 19. September 2010 mit einem feierlichen Festakt eröffnet, bei der auch Familienangehörige der Familie Cohn anwesend waren.

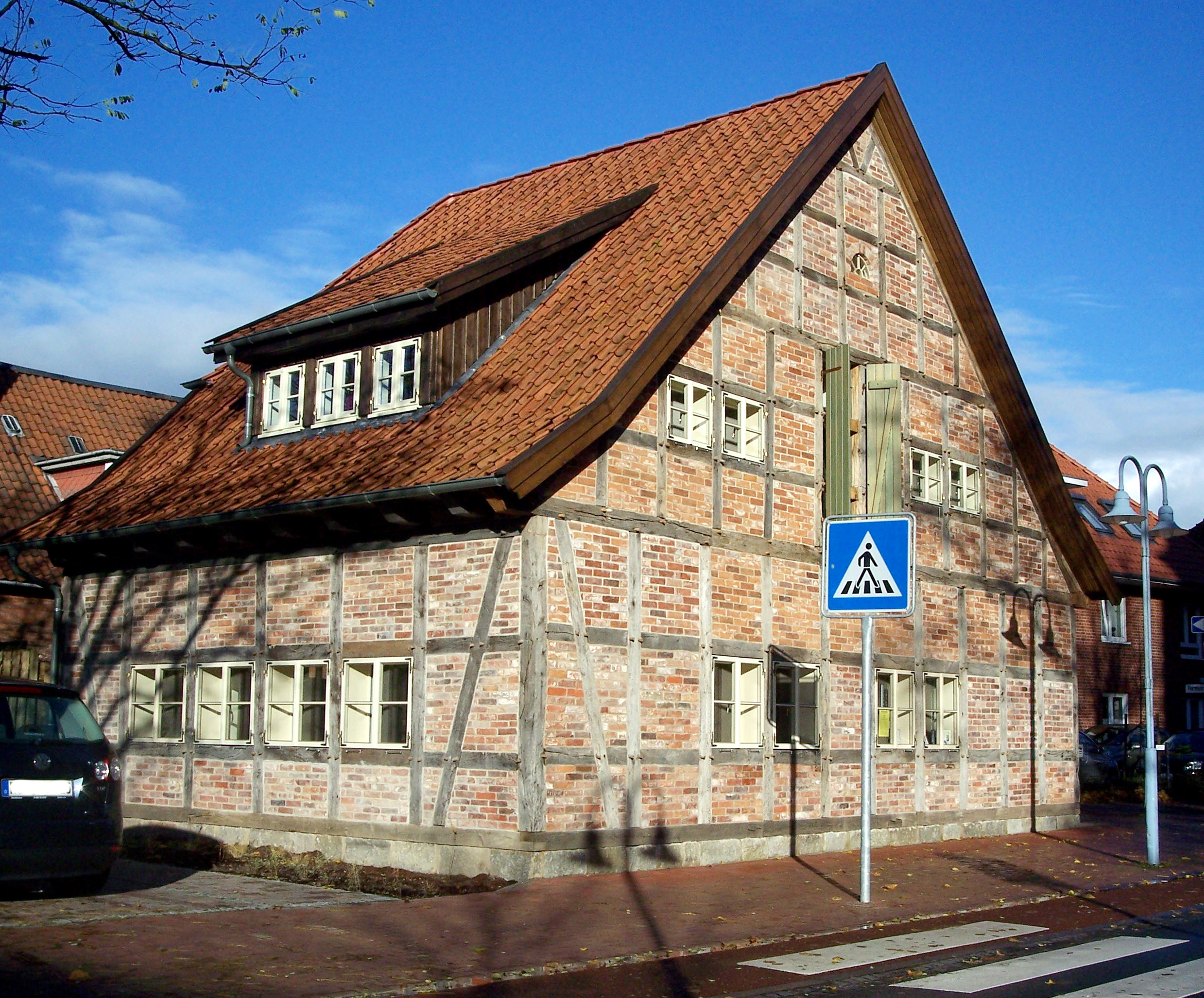
Die Cohn-Scheune

## Gebäude
Das kleine, zweistöckige Fachwerkgebäude, das eigentlich keine Scheune, sondern ein Werkstattgebäude war, ist ca. 180 Jahre alt und befand sich ursprünglich auf dem Gelände des innerstädtischen Wohn- und Geschäftshauses Große Straße 32. Dieses Fachwerkhaus gehörte der ortsansässigen jüdischen Kaufmannsfamilie Cohn, die eine prominente Rolle innerhalb der örtlichen jüdischen Gemeinde spielte. In der sogenannten Scheune befand sich seit Ende des 19. Jahrhunderts die zum Geschäft gehörende Textilwerkstatt. In der Nachkriegszeit drohte das Gebäude zu verfallen, bis es 2005 von einer örtlichen Initiative abgebaut und bis 2010 gegenüber der Stadtkirche an zentraler Stelle wieder aufgebaut wurde, mit dem Ziel, ein jüdisches Museum und eine Begegnungsstätte zu bauen. Am ursprünglichen Standort, der Großen Straße 32, befindet sich heute ein Neubau mit Ladengeschäft. Davor wurden 2005 sechs Stolpersteine zum Gedenken an die Familie Cohn und ihre Angestellten verlegt. Siehe auch Stolpersteine in Rotenburg (Wümme).

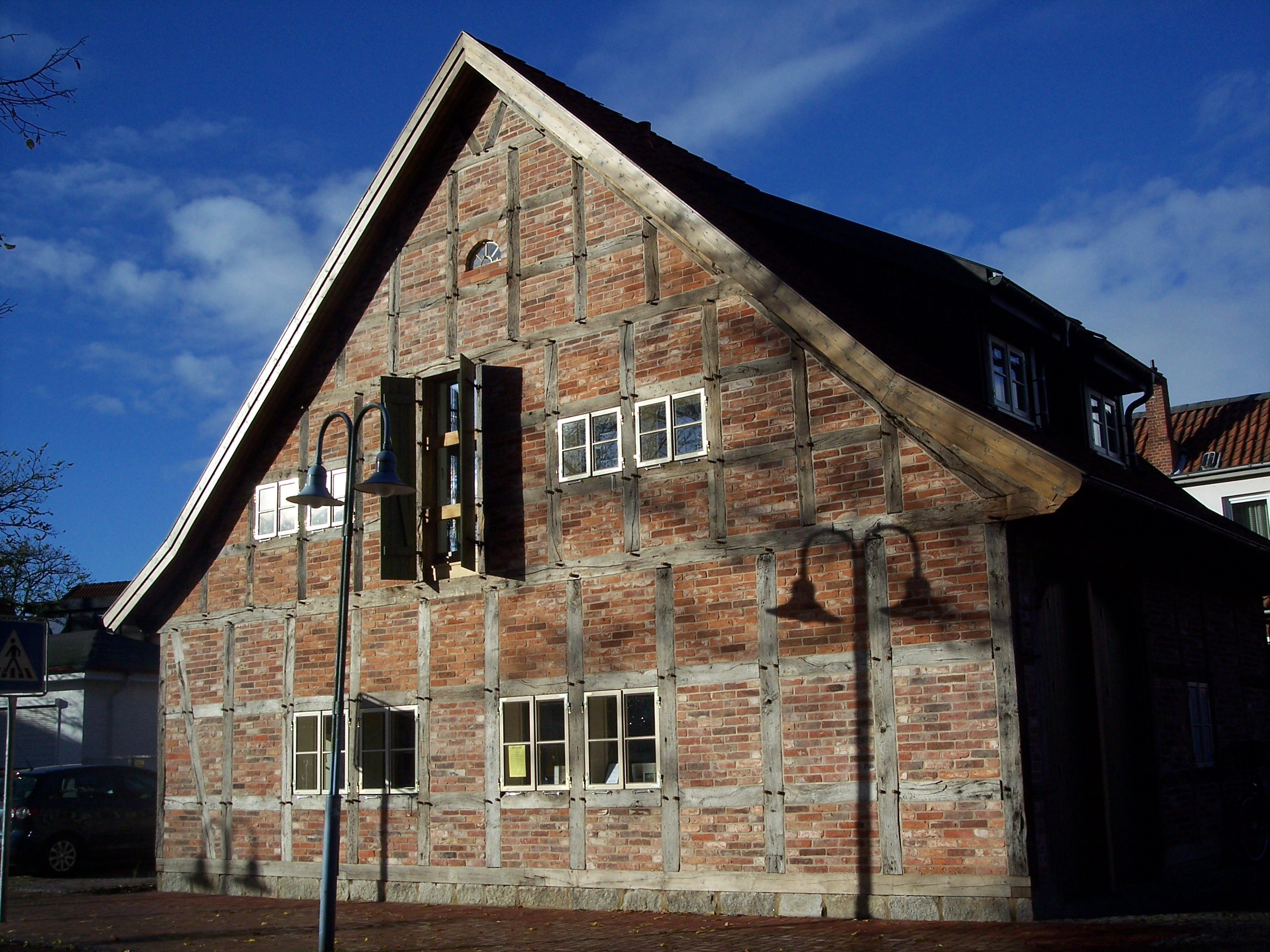
Die Cohn-Scheune nach dem Wiederaufbau am neuen Standort

## Familie Cohn
Die Familie Cohn war die einzige jüdische Familie, die durchgehend von der Mitte des 18. Jahrhunderts bis zur Vertreibung in der NS-Zeit in Rotenburg wohnhaft war. Sie betrieb den Handel mit Fellen und Stoffen, seit Beginn des 19. Jahrhunderts auch einen eigenen Textilladen. Nach Julius David Cohn, der das Geschäft von seinem Vater David Isaak Cohn 1877 übernahm, hieß die erfolgreiche Textilhandlung dann „J.D. Cohn“ und wurde seit 1922 von Hermann Julius Cohn geführt. Durch die Weltwirtschaftskrise und die antijüdische NS-Politik musste er 1934 Konkurs anmelden. Während die beiden Töchter noch nach Südamerika und England emigrieren konnten, wurden die Eltern Hermann und Gertrud Cohn 1943 aus Berlin nach Auschwitz deportiert und ermordet. Die 1919 in Rotenburg geborene zweite Tochter Hildegard Jacobsohn geb. Cohn war 2010 Ehrengast bei der Eröffnung der Cohn-Scheune.

## Museum
Die von dem Historiker Manfred Wichmann konzipierte und kuratierte Ausstellung im Museum hat zwei Abteilungen im Unter- und Obergeschoss. Im unteren Hauptraum zeigt die lokalhistorische Dauerausstellung Jüdisches Leben in Rotenburg die Geschichte der jüdischen Einwohner in der Region seit der Mitte des 18. Jahrhunderts. Sie präsentiert die Entwicklung der früheren Rotenburger Jüdischen Gemeinde, die im 19. Jahrhundert eines der wichtigsten Zentren jüdischen Lebens im Elbe-Weser-Raum bildete und die Familien in Visselhövede, Scheeßel, Neuenkirchen und Tewel einschloss. Die Ausstellung thematisiert ebenso die Verfolgungen zur Zeit des Nationalsozialismus, der auch zahlreiche Bewohner der Rotenburger Anstalten zum Opfer fielen. Auf interaktiven Karten und Zeitleisten kann die jüdische Geschichte der Elbe-Weser-Region erforscht werden. Im Jahr 2015 kamen eine Multimedia-Ergänzung mit Videogesprächen auf ausleihbaren Tablets hinzu, die auch eine Führung und Lernmaterial für die Ausstellung bieten. Die Dauerausstellung wurde im Jahr 2020 aufgrund weiterer Forschungen von Inge Hansen-Schaberg durch neue Bereiche zum Thema Emigration erweitert.
Im Obergeschoss der Cohn-Scheune befindet sich ein Seminarraum mit einer Einführung in das Judentum. Dort werden neben den Grundlagen zur Kultur und Religion auch Einblicke in das jüdische Leben gegeben und bspw. die Fest- und Feiertage vorgestellt. Dort befindet sich auch ein Nachbau von Teilen des zerstörten Mobiliars des 1938 zerstörten Synagoge in Zeven, des vermutlich letzten in Deutschland vor dem Novemberpogrom und Zweiten Weltkrieg eingerichteten Synagogenraums. Im Obergeschoss können sich Besucher selbständig über die Erinnerungskultur im Landkreis Rotenburg informieren.

## Kontroverse um Gegner der Cohn-Scheune
In Teilen der Rotenburger Bevölkerung regte sich Widerstand gegen die Planungen der Cohn-Scheune, darunter waren auch offen antisemitische Parolen. Die Presse berichtete von Leserzuschriften, die nicht veröffentlicht werden konnten, weil sie den Straftatbestand der Volksverhetzung erfüllt hätten. Es formte sich eine Bürgerinitiative „Cohn Scheune am falschen Platz“. Der Leiter des Fördervereins Cohn-Scheune beschrieb deren Arbeit gegenüber der Rotenburger Rundschau: „Verdeckt unter dem Mantel städteplanerischer Besserwisserei wurden hier eindeutig antisemitische Äußerungen ungeniert nach außen getragen, die mich erschreckten.“. Der Wiederaufbau wurde trotz dieses Widerstands mit Unterstützung vom Rat der Stadt durchgesetzt, und mit der erfolgreichen Eröffnung sind Kritik und Kontroverse verstummt. Mittlerweile ist die Cohn-Scheune ein etablierter Teil des Rotenburger Kulturlebens und gehört zum offiziellen Kulturpfad der Stadt.

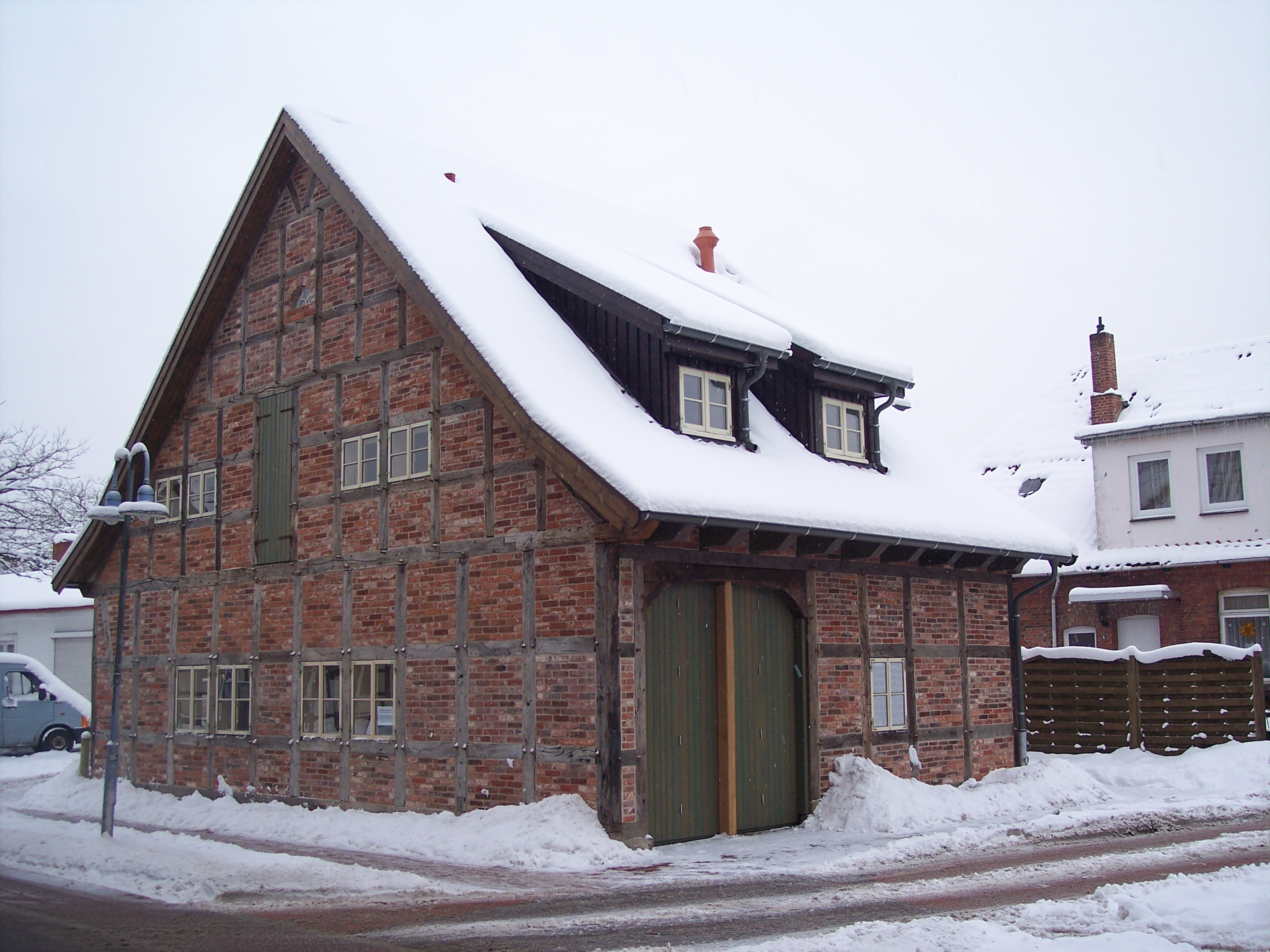
Die Cohn-Scheune mit dem Doppeltor als Eingangsportal